# Ion Banea
Ion Banea (n. 1905 – d. 1939) a fost un om politic român, comandant legionar și scriitor. A fost ucis în noaptea dintre 21 și 22 septembrie 1939, după asasinatul lui Armand Călinescu comis de elemente legionare.

## Biografie
Ion Banea s-a născut în comuna Vurpar (lângă Sibiu), dintr-o familie numeroasă, cu vechi tradiții românești. A studiat medicina la Iași, unde a devenit membru în Mișcarea Legionară. 
Administratorul Căminului de la Râpa Galbenă și al revistei "Pământul Strămoșesc", Ion Banea demonstrează încă de la început calități de bun organizator cu un mare bun simț politic. După mutarea lui Corneliu Zelea Codreanu la București, Ion Banea rămâne conducătorul organizației locale legionare (1930-1933), iar din 1934 este mutat la Cluj, unde a luat conducerea grupului studențesc legionar din acel oraș. În scurt timp fondează revista "Glasul Strămoșesc" și întemeiază tabăra de muncă dela "Dealul Negru" și Chintău. Din 1935 este numit Șef al Regiunii Ardealul de Nord. Comandant Legionar, Ion Banea a fost și el arestat în timpul prigoanei dezlănțuite de regimul carlist în primăvara anului 1938 împotriva Mișcării Legionare, fiind asasinat la 22 septembrie 1939 la închisoarea Râmnicu Sărat împreună cu alți conducători legionari.
În decursul activității sale, Ion Banea a colaborat la multe din publicațiile legionare, între care: "Pământul Strǎmoșesc" (Iași), "Glasul Strămoșesc" (Cluj), "Revista Mea" (Cluj), "Străjerul" (Oradea), "România Creștină" (Chișinău), "Iconar" (Cernăuți), ș.a. Ion Banea a scris o biografie elogioasă despre Ion Zelea Codreanu: Căpitanul, (Sibiu: Tipografia Vestemean, 1936).  